# 霍氏鸚竺鯛
霍氏鸚竺鯛（學名：[Ostorhinchus hoevenii] 错误：{{Lang}}：文本有斜体标记（帮助）），又稱霍氏天竺鯛,為輻鰭魚綱鈎頭魚目天竺鯛科鸚竺鯛屬的其中一個種。

## 分布
本魚分布於印度西太平洋區，包括印度、馬來西亞、日本、澳洲、印尼、菲律賓、巴布亞紐幾內亞等海域。

## 深度
水深20至30公尺。

## 特徵
本魚體延長而側扁，眼大，口大略下位。體呈淡粉紅色，腹部銀白色，尾鰭略凹，背鰭硬棘部具黑斑及白色邊緣，背鰭硬棘8枚；背鰭軟條9枚；臀鰭硬棘2枚；臀鰭軟條8枚，體長可達6公分。

## 生態
本魚棲息於河口或具掩蔽的海灣，常發現成群躲藏在海綿、海膽或海百合中，屬肉食性，以小型底棲甲殼類為食。繁殖期時，雄魚具有口孵習性，卵約7日化成仔魚，由雄魚吐出，具短暫的仔魚飄浮期。

## 經濟利用
不具經濟價值。